# 17. кључка лака пјешадијска бригада
Седамнаеста кључка лака пјешадијска бригада је била пјешадијска јединица Војске Републике Српске, у саставу Другог крајишког корпуса. Зона одговорности је била територија општине Кључ, која је била у саставу Републике Српске. Према прелиминарним подацима од око 2.000 бораца из 17. кључке лаке пјешадијске бригаде, 159 је погинуло, а 450 је рањено. Са подручја ове општине од укупно 5.000 бораца, 288 је страдало, а 816 је рањено.

## Састав и наоружање
Бригада је формирана 6. јуна 1992. Приликом формирања у састав бригаде ушао је 1. батаљон, настао од Одреда Територијалне одбране Кључ (формиран 26. 4. 1992), 2. батаљон формиран 6. јуна 1992, док је 3. батаљон формиран у јулу 1992. Батаљони су били познати као Кључки, Санички и Рибнички. Седиште бригаде био је Кључ, а командно место у зони борбених дејстава. Бригада је до октобра 1992. била под командом 10. пешадијске дивизије у саставу Првог крајишког корпуса, након чега је прикључена 2. крајишком корпусу.
Бригада је после формирања у свом саставу имала команду, командну чету, три лака пешадијска батаљона, хаубичку артиљеријску батерију 105 мм, мешовити противоклопни вод, лаки артиљеријски вод ПВО, пионирски вод и позадинску чету. Укупно по формацији 1.610 људи (115 официра, 86 подофицира и 1 409 војника).
Од борбених средстава већег калибра – шест хаубица 105 мм, по 18 комада: минобацача 60 и 82 мм, бестрзајних топова 82 мм, ручних ракетних бацача 90 мм („зоља”), затим четири противавионска топа 20/1, четири лака ракетна лансера и четири противоклопна лансирна комплета 9К11.

## Ратни пут
17. кључка лака пјешадијска бригада је формирана почетком Одбрамбено-отаџбинског рата, како би се српско становништво одбранило од већ организованих муслиманских јединица и све учесталијих напада, од стране како муслиманског руководства, тако и паравојних јединица. Кроз редове 17. лаке пјешадијске бригаде, током Одбрамбено-отаџбинског рата, прошло је око 4.500 бораца, са данашње територије општина Кључ и Рибник. Ова бригада била је интервентна, увијек присутна на ратиштима широм Републике Српске на којима је било најтеже.
После формирања бригада је успешно учествовала у операцији Првог крајишког корпуса „Врбас 92” у заузимању Јајца до средине новембра 1992, затим на бихаћком фронту у рејону Приточког Грабежа и Мала Зечица – Алибеговића коса. У противудару снага ВРС на Бихаћ у јесен 1994, бригада је дејствовала у саставу Тактичке групе – 2, на правцу с. Радић – с. Грмуша. До повлачења из зоне корпуса услед напада Армије РБиХ и хрватских снага, изводила је одбрану на северним падинама Грмеча на правцу који од Бихаћа изводи према Крупи.
Бригада је учествовала у борбеним дејствима и на другим ратиштима у Републици Српској и Републици Српској Крајини. Године 1993. у рејону Милића био је ангажован један батаљон (три месеца), а 1994. у Медачком џепу такође један батаљон из састава бригаде (два месеца).

## Губици
Јединице Војске Републике Српске, са територије ратне општине Кључ, дале су велике жртве. Из ових јединица за стварање Републике Српске животе је дало 284 борца, а њих 16 још увијек се воде као нестали. Укупно је 816 бораца из рата изашло као ратни војни инвалиди, а више од 4.500 бораца са овог подручја учествовало је у стварању Републике Српске.

## Дан бригаде
У насељу Горњи Рибник, сједишту општине Рибник, у периоду од 1996 - 2006, у општини Српски Кључ, изграђено је централно спомен обиљежје, за погинуле борце 17. кључке лаке пјешадијске бригаде, као и за остале јединице са територије општине Кључ. Сваке године, 4. јуна општина Рибник, обиљежава дан формирања 17. лаке пјешадијске бригаде, као и дан других ратних јединица са подручја Рибника и Кључа.